# 14332 Brucebarnett
14332 Brucebarnett eller 1981 EX26 är en asteroid i huvudbältet som upptäcktes den 2 mars 1981 av den amerikanska astronomen Schelte J. Bus vid Siding Spring-observatoriet. Den är uppkallad efter Bruce Barnett.